# روني كالديرون
روني كالديرون (بالعبرية: רוני קלדרון‏) هو لاعب كرة قدم إسرائيلي في مركز الدفاع، ولد في 5 فبراير 1952 في تل أبيب في إسرائيل. شارك مع منتخب إسرائيل تحت 19 سنة لكرة القدم ومنتخب إسرائيل لكرة القدم. أما مع النوادي، فقد لعب مع أياكس أمستردام وفاينورد ونادي باريس وهابوعيل تل أبيب.

## وصلات خارجية
- روني كالديرون على موقع ناشيونال فوتبول تيمز (الإنجليزية)